# Handley Page Harrow
Handley Page H.P.31 là một loại máy bay hai tầng cánh của Anh. Nó được sử dụng làm máy bay máy bay ném bom ngư lôi và máy bay trinh sát trên tàu sân bay.

## Tính năng kỹ chiến thuật (Harrow II, phiên bản trên bộ)
Dữ liệu lấy từ Barnes & James 1987, tr. 368
Đặc điểm tổng quát
- Kíp lái: 2
- Chiều dài: 34 ft 10 in (10.62 m)
- Sải cánh: 46 ft 0 in (14.02 m)
- Diện tích cánh: 591 ft2 (54.9 m2)
- Trọng lượng rỗng: 4.125 lb (1.870 kg)
- Trọng lượng có tải: 7.310 lb (3.316 kg)
- Động cơ: 1 × Napier Lion XIA, 530 hp (395 kW)

Hiệu suất bay
- Vận tốc cực đại: 126 mph (202 km/h)
- Tầm bay: 450 dặm (725 km)
- Trần bay: 15.300 ft (4.730 m)

Vũ khí trang bị
- 1× súng máy Vickers.303 in (7,7 mm)
- 1× 0.303 in (7,7 mm) súng máy Lewis
- 1× ngư lôi 18 in (457 mm) hoặc 3× quả bom 520lb (236 kg)